# Orectognathus darlingtoni
Orectognathus darlingtoni är en myrart som beskrevs av Taylor 1977. Orectognathus darlingtoni ingår i släktet Orectognathus och familjen myror. Inga underarter finns listade i Catalogue of Life.